# STEN
Пістолет-кулемет «Стен» (англ. STEN) — розроблені у Великій Британії пістолети-кулемети, особиста зброя ближнього бою. Найбільш ефективна відстань для стрільби — до 100 м. Пістолет-кулемет в двох варіантах з індексами Mk-II та Mk-III стояв на озброєнні британської армії з 1942 р. В 1940-ві роки було виготовлено понад 4 млн одиниць зброї в різних варіантах.
Назва пістолета-кулемета, англ. STEN, є акронімом перших літер прізвищ головних розробників зброї, майора Реджинальда В. Шеферда (S) та Гарольда Турпіна (T), та EN для фабрики в Енфілді.
Для стрільби використовуються 9-мм пістолетні набої типу «Парабелум».

## Характеристики
Автоматична дія ПК основана на принципі віддачі вільного затвора. Велика затворна маса забезпечує «інерційне запирання» затвора зі стволом при пострілі та нормальне функціонування гільзи.
Ударний механізм — ударникового типу, працює від поворотної пружини. Роль ударника виконує сам затвор, в якому закріплений розбивач. Спусковий механізм комбінований, споряджений переводчиком та розлучником, забезпечує ведення як одиночної, так і неперервної стрільби.
Живлення пістолета-кулемета здійснюється з прямого коробчастого магазина на 32 набої, що розташовані в два ряди в шаховому порядку. Магазин знаходиться з лівого боку ПК. Приціл постійний діоптричний.
Запобігання випадковим пострілам забезпечується введенням рукоятки перезарядження у фігурний виріз на ствольній коробці пістолета-кулемета в задньому положенні затвора.

## Історія
Успішний досвід використання пістолета-кулемета MP-18 німецькими штурмтруперами в Першій світовій війні привернув увагу до ідеї створення портативного кулемета, який би дозволяв солдатам вести інтенсивний вогонь в русі. Армія Великої Британії також проявила деякий інтерес до пістолетів-кулеметів, зокрема, до американського пістолета-кулемета Томпсона, фінського пістолета-кулемета Суомі, та інших. Однак, вище командування віддало перевагу гвинтівкам, які мали більшу вбивчу силу та дальність стрільби.
З початком Другої світової війни, експедиційні британські війська у Франції стали відчувати нагальну потребу в пістолетах-кулеметах. Спочатку був обраний фінський Суомі, проте, оскільки Фінляндія в той час вела битву за виживання проти Радянського Союзу, на поставки зброї розраховувати не доводилось. Тому, на початку 1940 р. було ухвалене рішення взяти на озброєння модель M1928 пістолета-кулемета Томпсона. Однак, через втрату транспортних човнів та початок приготувань Сполучених Штатів до участі у війні, замість замовлених 300 тисяч одиниць, доставлено було лише 107 500 одиниць.
Після евакуації британських та французьких військ з узбережжя Дюнкерка та в очікуванні вторгнення на британські острови, зросла потреба в зброї для відбиття німецького десанту. В серпні 1940 р. було вирішено виготовити 50 тисяч одиниць копій німецького MP-28/II для задоволення невідкладних потреб. В результаті внесення незначних модифікацій в MP-28/II був створений Lanchester Mk.1. Істотним недоліком цієї зброї були великі затрати праці, використання верстатної обробки та дорогих матеріалів.
«Стен» був створений, ймовірно, зі зробленого на початку грудня 1940 р. Гарольдом Турпіним креслення схеми спрощеного ударно-спускового механізму. Маючи лише дві рухомі частини, цей механізм мав ідеально підходити для недорогих пістолетів-кулеметів для вуличних боїв. Розроблений на його основі «автоматичний карабін для вуличних боїв» було по силам виготовляти некваліфікованим робітникам.
Після демонстрації першого прототипу, 1 лютого 1941 р. британська армія замовила 100 тисяч одиниць нової зброї. На початку 1941 р. було виготовлено ще два прототипи, T40(1) та T40(2). Після випробувань на надійність, нова зброя була названа в офіційній доповіді Генерального штабу «однією з найкращих розробок стрілецької зброї у Великій Британії за останній час». Низька вартість виробництва, 5 Стен замість 1 Ланчестера, або 15 Стен за 1 Томпсон, зробили новий пістолет-кулемет ще більш привабливим для обтяженої військовими видатками британської казни.
Виробництво пістолетів-кулеметів «Стен» розпочалось на фабриці «Королівська зброярня» в Енфілді з випуску 46 «пілотних» екземплярів, на основі яких уточнювались креслення, виробничі процеси та верстати.
Точна кількість вироблених пістолетів-кулеметів Стен невідома. Оцінки коливаються від 3 750 000 одиниць всіх варіантів та 34 000 000 магазинів до понад 4 500 000 одиниць пістолета-кулемета.
В середині 1950-х пістолети-кулемети Стен в збройних силах Великої Британії та Австралії отримали нове маркування. Mk II став L50, Mk III — L51, а Mk V — L52.
Mk II(S) та Mk VI залишились на озброєнні британських збройних сил до початку 1970-х, коли їм на заміну прийшли Стерлінг L34A1. Пістолети-кулемети Стерлінг були взяті на озброєння більш ніж 40 країнами, в першу чергу тими, що належали до Співдружності націй або мали спеціальні зв'язки з Великою Британією. Деякі країни досі або користуються Стерлінгами, або ж зберігають їх в резерві. Попри те, що поступово Стерлінг був витіснений або HK MP5, або в радянській сфері впливу АК-74, військові підрозділи деяких країн користуються ним і на початку XXI ст. Деякі підрозділи спеціального призначення багато років користувались L34A1, але згодом замінили їх на MP5SD.

## Варіанти

### Mk I та Mk I*
Пістолет-кулемет Стен Mk I випускався серійно починаючи з вересня 1941 р. Мав передню ложу та складну рукоятку з деревини. Плечовий упор знімний, зроблений зі сталевої трубки. Ствол жорстко закріплений, на всій довжині знаходиться в оболонці та має трапецевидний і скошений полум'ягасник. Натомість, модифікація Mk I* серійно випускалась з кінця 1941 р. та не мала ані рукоятки, ані дерев'яної ствольної накладки, ані полум'ягасника. Вона була коротша та мала меншу вагу.
Всього було виготовлено близько 100 тис. одиниць зброї обох модифікацій.

### Mk II
Mk II прийшов на заміну Mk I та Mk I* оскільки перші варіанти вважались «заскладними»: на виготовлення одного пістолета-кулемета потребувало 12 людино-годин.
Новий варіант був дуже схожим на Mk I* однак мав ряд вдосконалень. Так, було спрощено процес розбирання зброї для зручності транспортування парашутним десантом. Ствол став знімним. Приймач магазина міг обертатись униз, що зменшувало ширину зброї майже на половину. Рукоятка перезарядження була вкорочена до 2,125 дюйма (2,5 дюйма в Mk I; 5,4 см та 6,35 см відповідно). Змінилось положення і отвору для переводу рукоятки перезарядження в режим запобіжника.
Під час виробництва до зброї продовжували вносити вдосконалення, з'явився «каркасний» приклад, три відстані на шкалі прицілу.
Виробництво нового варіанту було налагоджене в Австралії, Новій Зеландії, Канаді та Індії. Стен Mk II був спеціально розроблений для того, аби уможливити виробництво складових деталей в численних дрібних майстернях, а складання готової зброї здійснювати у великих фабриках. Всього було виготовлено близько 2 600 000 одиниць Стен Mk II.

### Mk III
Варіант Mk III був розроблений інженерами Брати Лайнс лтд., виробником багатьох складових для Mk I та Mk I*. Вони зрозуміли, що здатні виготовляти «Стен» силами свого підприємства. Перші прототипи були представлені в 1942 р.
Mk III мав менше складових в порівнянні з Mk II (48 проти 69), та потребував менше затрат праці, 5½ людино-години на одну одиницю. Цього вдалось досягти не лише завдяки меншій кількості складових, а й вдосконаленням та спрощенням процесу виробництва.
Складові Mk III та Mk II були несумісними. Також ствол Mk III був фіксованим, що ускладнювало чистку зброї та транспортування парашутистами. Приймач магазина був також нерухомий. Перед вікном викидання гільз знаходився запобіжний виступ для захисту пальців стрільця від відстріляних гільз.
Були висловлені пропозиції відмовитись від Mk II на користь Mk III, але через ряд причин, в тому числі, більшу кількість виробничих дефектів, перевага була віддана старшій моделі. Виробництво Mk III припинилось в 1943 році. Всього було виготовлено 876 794 одиниць «Стен» Mk III (876 886 за офіційними даними).

### Mk IV
Маркуванням Mk IV позначали різні експериментальні моделі, які не пішли в серійне виробництво, в першу чергу, через успіх варіанту Mk V серед парашутного десанту.
Один прототип був створений на основі Mk II та мав складний приклад. Інший прототип, Mk IV Type A мав закруглене пістолетне руків'я та довший спусковий гачок для полегшення стрільби в пальчатах або рукавицях. Варіант Mk IV Type B мав пряму пістолетну рукоятку та коротший гачок. Обидва варіанти мали конічний полум'ягасник. Був створений принаймні один прототип Mk IV Type A(S) з глушником.

### Mk V
«Стен» Mk V багато позичив у Mk II. Випробування почались в січні 1944 р. Перевірялась сумісність складових з Mk II; влучність стрільби на 100 та 200 ярдів (91 та 183 метри відповідно); надійність при використанні різних набоїв та при стрільби під різним кутом; надійність після здійснення 10 000 пострілів; та глибина проникнення куль в дошку 1 дюйм завтовшки (2,5 см).
Невелика партія Mk V, прототипів та експериментальних зразків, була виготовлена на Королівській фабриці в Енфілді. Серійне виробництво почалось 1 лютого 1944 р. і завершилось в травні 1945 р. на фабриках ROF Theale (169 823 одиниць) та ROF Fazakerley (367 605 одиниць).
Mk V вважають найкращим варіантом пістолета-кулемета «Стен». Як і Mk II, варіант Mk V мав просту трубчату ствольну коробку з фосфатним покриттям сірого кольору, або чорного кольору після додаткового фарбування. Мушка запозичена з гвинтівки Лі-Енфілд № 4 Mk I. На стволі в дульній частині було кріплення для встановлення багнета, № 7 Mk I або № 4 Mk II. Деякі «Стен» Mk II також мали кріплення для багнетів, але на них можна було встановлювати тільки багнет Mk I. На відміну від попередніх моделей, Mk V мав знімний приклад з дерева, переднє та заднє пістолетні руків'я. Через задню рукоятку ударно-спусковий механізм довелось посунути на 1,3 дюйма (3,3 см) вперед.
Від передньої рукоятки довелось згодом відмовитись.
Виробництво Mk V потребувало більше затрат часу: 12 чоловіко-годин, вдвічи більше за Mk III. Нова модель була також і дорожчою: $ 19,81 за Mk V проти $ 10,99 за Mk II або Mk III (в тогочасних доларах).

### Глушник
Попри те, що на озброєнні британських загонів спеціального призначення залишився пістолет-кулемет Томпсона, вони прагнули отримати варіант «Стен» з глушником. Перші прототипи були представлені в листопаді 1942 р. Після випробувань був ухвалений варіант «Carbine, m/c Sten, 9mm Mk2(S)». Тут літера «S» позначала не «глушник» — англ. suppressed, а «спеціального призначення» — англ. special purpose. Офіційно Mk II(S) був представлений лише в квітні 1945 р. коли він вже був застарілим. Однак, зразки цієї зброї були використані в деяких операціях починаючи з 1943 р.
Стен Mk II(S) мав додаткові отвори в стволі, а ствол знаходився в трубці глушника, що виходила довше дула. Додаткові отвори допомагали відвести частину порохових газів зі ствола, а додаткова довжина допомагала захопити гази на виході з дула. Затвор і поворотна пружина були полегшені для підвищення надійності роботи з дозвуковими набоями. Аби запобігти опікам долонь стрільця, ствол був обмотаний тканиною.
Окрім загонів спеціального призначення, зразки Mk II(S) постачались руху опору. Захоплені нацистами зразки отримали маркування MP 751 (e).
Mk II(S) показав себе досить доброю зброєю, розпочались роботи над створенням аналогічного варіанту Mk V(S). Універсальний глушник для всіх варіантів «Стен» був неможливий через несумісність мушок. Внаслідок експериментів з інтеграції глушника в Mk V був створений Mk VI.
Всього було виготовлено 5776 одиниць Mk II(S) та 24 824 Mk VI.

## Порівняння характеристик різних модифікацій
Пістолети-кулемети Стен різних модифікацій мають різні характеристики:
| Модифікація                      | Mk I            | Mk II | Mk IIS | Mk III    | Mk V | Mk VI             |
| Початкова швидкість кулі v0, м/с | 365             | 380   | 300    | 370       | 435  | 305               |
| Довжина, мм                      | 896 (MkI*, 794) | 755   | 856    | 762       | 762  | 908 (з глушником) |
| Темп стрільби, постр./хв         | 500             | 500   | 400    | 500       | 500  | 500               |
| Маса без магазина, кг            | 3.26            | 3.00  | 3.49   | 3.18-3.27 | 3.90 | 4.45              |
| Довжина ствола, мм               | 198             | 200   | 91     | 196       | 196  | 198               |
| Прицільна дальність стрільби, м  | 91              | 91    | 91     | 91        | 91   | 91                |
| Ефективна дальність стрільби, м  | 200             | 200   | 200    | 200       | 200  | 100               |